# 動畫古典文學館
《動畫古典文學館》是太陽教育（サン・エデュケーショナル）從2003年到2004年發售的OVA。有DVD·VHS的形式。
宗旨為幫助學習古典文學的國中生理解古典文學作品的故事，並使其對古典文學產生興趣。

## 登場人物
第1巻「竹取物語」
輝夜姬（配音員：久川綾）
皇帝（配音員：山本健翔）
老爺爺（配音員：城山堅）
老奶奶（配音員：尾小平志津香）
庫持皇子（配音員：竹本英史）
石作皇子（配音員：田邊真悟）
阿倍御主人（配音員：八戶優）
大伴御行（配音員：高塚正也）
石上麻呂足（配音員：金光宣明）
旁白（配音員：齊藤昌）
第2巻「枕草子」
清少納言（配音員：渡邊菜生子）
中宮定子（配音員：澤田敏子）
男性（配音員：大川透）
女房（配音員：岡本麻見、池田光）
紫式部（配音員：橫山智佐）
旁白（配音員：藤田淑子）
第3巻「平家物語」
平清盛（配音員：小村哲生）
源賴政（配音員：臼井孝康）
文覺（配音員：上別府仁資）
時子（配音員：甲斐田雪）
熊谷直實（配音員：松山鷹志）
平敦盛（配音員：保志總一朗）
源義經（配音員：戶部公爾）
那須與一（配音員：石塚堅）
旁白（配音員：玉井碧）
第4巻「徒然草」
兼好（配音員：小山武宏、進藤尚美、高戶靖廣）
兼好的父親（配音員：一條和矢）
聖海上人（配音員：長克巳）
神官（配音員：松山鷹志）
主人（配音員：戶部公爾）
弟子（配音員：藤田圭宣）
法師（配音員：塚田正昭）
客人（配音員：高山勉、金光宣明）
旁白（配音員：平田廣明）
第5巻「奧之細道」
芭蕉（配音員：長克巳）
曾良（配音員：一條和矢）
辨慶（配音員：小村哲生）
義經（配音員：戶部公爾）
兼房（配音員：廣田行生）
農夫（配音員：小關一）
門人（配音員：金光宣明）
男孩子（配音員：日比愛子）
女孩子（配音員：吉倉萬里）
旁白（配音員：栗田火鶴）
第6巻「萬葉集」
柿本人麻呂（配音員：成田劍）
額田王（配音員：嘉數由美）
大海人皇子（配音員：山本健翔）
持統天皇（配音員：進藤尚美）
輕皇子（配音員：宮田幸季）
草壁皇子（配音員：藤田圭宣）
采女（配音員：栗田火鶴）
防人（配音員：高山勉）
山上憶良（配音員：關根信昭）
大伴旅人・小野老（配音員：上別府仁資）
大伴家持（配音員：松山鷹志）
旁白（配音員：麻上洋子）

## 工作人員
- 監修：三木紀人
- 指導：岡田美也子

第1巻「竹取物語」
- 導演・分鏡：寺本幸代
- 脚本：藤本信行
- 音樂：島津秀雄
- 作畫監督：高橋昇
- 音響監督：早瀨博雪
- 美術監督：土橋誠
- 人物設計：西本真弓
- 製作人：小野哲男、松土隆二
- 行政部門製作人：西澤隆雄
- 動畫製作：VEGA entertainment

第2巻「枕草子」
- 導演：福島一三
- 脚本：岡部優子
- 音樂：島津秀雄
- 人物設計・作畫監督：前田實
- 音響監督：早瀨博雪
- 美術監督：本間薫
- 製作人：小野哲男
- 行政部門製作人：西澤隆雄
- 動畫製作：日本動畫公司

第3巻「平家物語」
- 監督・分鏡：飯島正勝
- 脚本：木瀧真理
- 音樂：島津秀雄
- 作畫監督：板澤匡覽
- 音響監督：早瀨博雪
- 美術監督：西川淳一郎
- 製作人：小野哲男
- 行政部門製作人：西澤隆雄
- 動畫製作：GALLOP

第4巻「徒然草」
- 導演：高木淳
- 演出：井上茜
- 脚本：岡部優子
- 音樂：島津秀雄
- 分鏡：有原誠治
- 人物設計：入好悟
- 作畫監督：山懸亞紀
- 音響監督：早瀨博雪
- 撮影監督：原江美子
- 製作人：中島順三、小村統一
- 行政部門製作人：西澤隆雄
- 動畫製作：日本動畫公司

第5巻「奧之細道」
- 導演：高木淳
- 演出・分鏡：河內日出夫
- 脚本：岡部優子
- 音樂：島津秀雄
- 製作人：緒方美枝子
- 作畫監督：林桂子
- 音響監督：早瀨博雪
- 美術監督：小林七郎
- 製作人：中島順三、小村統一
- 行政部門製作人：西澤隆雄
- 動畫製作：日本動畫公司

第6巻「萬葉集」
- 導演・分鏡：寺本幸代
- 脚本：待田堂子
- 音樂：島津秀雄
- 人物設計：西本真弓
- 作畫監督：高橋昇
- 音響監督：早瀨博雪
- 美術監督：土橋誠
- 攝影監督：久保和之
- 製作人：中島順三、松土隆二
- 行政部門製作人：西澤隆雄
- 動畫製作：VEGA entertainment

## 外部連結
- 太陽教育的動畫古典文學館 （页面存档备份，存于）